# Dead by Daylight
Dead by Daylight è un videogioco survival horror asimmetrico sviluppato da Behaviour Interactive. È stato pubblicato per Microsoft Windows nel 2016, per PlayStation 4 e Xbox One nel 2017, per Nintendo Switch nel 2019 e per iOS, Android, PlayStation 5 e Xbox Series X/S nel 2020.

## Modalità di gioco
Le partite del videogioco sono composte da due squadre asimmetriche, quella dei sopravvissuti e quella del killer. La prima è composta da 4 componenti, mentre la seconda comprende solamente il killer. Entrambe le parti devono raggiungere degli obiettivi per poter vincere la partita.

### Sopravvissuti
L'obiettivo primario dei sopravvissuti è quello di fuggire dal killer, attraversando uno dei due cancelli presenti nella mappa di gioco. Per poter aprire questi ultimi, è però necessario riparare e riattivare cinque dei sette generatori elettrici. Nel far ciò, devono cercare di rimanere in vita, sfuggendo agli attacchi del killer. I sopravvissuti possono ingannare e sfuggire al killer sfruttando dei bancali appoggiati sulle pareti, posizionandoli momentaneamente per ostacolarne l'inseguimento, anche se il killer può distruggerli definitivamente con una pedata o con un colpo dell'arma in dotazione. I sopravvissuti possono inoltre nascondersi dentro degli armadietti, scavalcare agevolmente impalcature strette o saltare attraverso le finestre, movimenti che vengono effettuati molto più difficilmente da parte del killer.
Se all'interno della prova è rimasto un solo sopravvissuto, verrà generata una botola in un punto casuale della mappa: questa potrà essere usata dal superstite rimanente per fuggire, ma potrà anche essere chiusa dal killer qualora la trovi per primo. Quando il killer chiude la botola, i cancelli d'uscita verranno alimentati ignorando i generatori incompleti. Per riaprire la botola è necessario utilizzare una chiave. All'apertura di uno dei cancelli, o alla chiusura della botola da parte del killer, partirà un conto alla rovescia, al termine del quale i sopravvissuti ancora presenti nella mappa verranno uccisi dall'Entità.
Nel gioco sono presenti 44 sopravvissuti. Ognuno di esso possiede competenze diverse l'uno dall'altro, tuttavia non dispongono di abilità uniche.

### Killer
L'obiettivo del killer è quello di impedire che i sopravvissuti riescano a fuggire. Per raggiungere tale scopo, dovrà atterrarli e appenderli a dei ganci sacrificali. Su di essi verrà evocata lentamente l’Entità, presenza maligna che vige sui killer e che li ingaggia durante le prove; che ucciderà istantaneamente i sopravvissuti appesi almeno tre volte. Le vittime appese verranno eliminate dopo un periodo di tempo, durante il quale potranno essere liberate da altri sopravvissuti.
Se il killer colpisce un sopravvissuto in salute, questo verrà ferito. Un secondo colpo ricevuto dal killer atterrerà il sopravvissuto, che a questo punto potrà solo strisciare per terra. Durante il trasporto, un sopravvissuto può provare a sfuggire dalla morsa del killer divincolandosi: in caso di successo, riuscirà a stordire il killer per alcuni istanti, e a scappare. Il killer inoltre può interagire con l'ambiente di gioco per rendere più difficile il compito dei sopravvissuti, danneggiando i generatori ed utilizzando competenze per mettere alla prova la capacità di adattamento dei sopravvissuti. Le abilità dei killer sono disparate: alcuni hanno la capacità di piazzare delle trappole sul terreno, pronte a scattare al passaggio di un sopravvissuto; mentre altri possono infliggere penalità ai sopravvissuti in caso di interazione con alcuni oggetti specifici.
Nel gioco sono presenti 37 killer. Ognuno di esso possiede competenze e caratteristiche diverse, oltre ad abilità che li rendono unici l'uno dall'altro.

## Contenuti scaricabili
Il giocatore può sbloccare personaggi o indumenti virtuali con cui personalizzare l'aspetto di un sopravvissuto o di un killer. La valuta per sbloccare tali extra è la Cellula Aurica, che si può acquistare effettuando transazioni con valuta reale.
Esistono diversi DLC che possono contenere dei killer o dei sopravvissuti con le rispettive competenze, nuovi vestiti per i sopravvissuti o travestimenti e armi per i killer.
I killer ed i sopravvissuti originali, assieme ad alcune loro possibilità di personalizzazione, possono essere acquistati con una diversa valuta del gioco, i Frammenti Iridescenti. I personaggi tratti da saghe cinematografiche o da altri videogiochi possono essere invece acquistati solo tramite valuta reale o Cellule Auriche.